# Région de Karlovy Vary
La région de Karlovy Vary (en tchèque : Karlovarský kraj, littéralement « pays des bains de Charles ») est la plus occidentale des 14 régions de la Tchéquie. Sa capitale administrative est la ville de Karlovy Vary, située à l'ouest de la Bohême.

## Okres
La région compte trois arrondissements (en tchèque : okres), nommés d'après leur chef-lieu :
- district de Cheb
- district de Karlovy Vary
- district de Sokolov

## Principales villes
Population des principales villes de la région au 1er janvier 2025 et évolution depuis le 1er janvier 2024 :
| Karlovy Vary / Carlsbad         | district de Karlovy Vary | 49 073 | en diminution |
| Cheb / Egra                     | district de Cheb         | 32 808 | en stagnation |
| Sokolov                         | district de Sokolov      | 22 007 | en diminution |
| Ostrov                          | district de Karlovy Vary | 15 681 | en diminution |
| Mariánské Lázně / Marienbad     | district de Cheb         | 14 052 | en diminution |
| Aš                              | district de Cheb         | 12 684 | en diminution |
| Chodov                          | district de Sokolov      | 12 609 | en diminution |
| Nejdek                          | district de Karlovy Vary | 7 733  | en diminution |
| Kraslice                        | district de Sokolov      | 6 432  | en diminution |
| Františkovy Lázně / Franzensbad | district de Cheb         | 5 607  | en diminution |
| Horní Slavkov                   | district de Sokolov      | 5 309  | en diminution |